# Grupo Mercado Comum
O Grupo Mercado Comum (GMC) é órgão decisório executivo do Mercado Comum do Sul (Mercosul) responsável de fixar os programas de trabalho e de negociar acordos com terceiros em nome do MERCOSUL, por delegação expressa do Conselho do Mercado Comum (CMC). O GMC se pronuncia por Resoluções, e está integrado por quatro membros titulares e quatro membros alternos por país, dentre os quais constar necessariamente representantes do Ministérios das Relações Exteriores, dos Ministérios da Economia (ou equivalentes) e dos Bancos Centrais. O Grupo Mercado comum será coordenado pelos Ministérios das Relações Exteriores.
O Grupo Mercado Comum foi criado através do Tratado de Assunção (artigos 13-15), adotando a sua atual estrutura e funções pelo Protocolo de Ouro Preto (artigos 10-15).
Com a adesão da Venezuela e o início do processo pela Bolívia, atualmente o Grupo Mercado Comum (GMC) está integrado por seis membros titulares, um de cada país. Em 2006 eram 20. Três de seus membros devem representar obrigatoriamente aos Ministérios de Relações Exteriores e de Economia, e aos Bancos Centrais dos países integrantes (artigo 11 do Protocolo de Ouro Preto).
A coordenação do GMC é realizada pelos Ministérios de Relações Exteriores. O GMC pode convidar a outros funcionários de ministérios a participar das reuniões.

## Competência

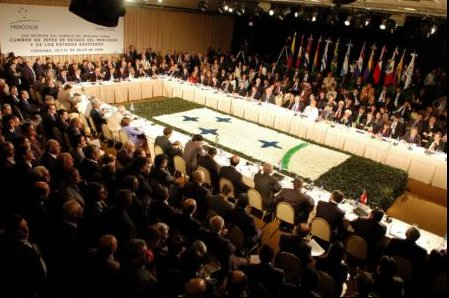
Reunião do Mercosul, 2006.

O Grupo Mercado Comum é o órgão executivo do Mercosul e também responsável de executar as decisões do CMC. Em seu âmbito se desenvolvem os Subgrupos de Trabalho (SGT), organismos dependentes do mesmo, encarregados de analisar e proporem decisões sobre todas as questões relacionadas com a integração, com exceção dos temas aduaneiros que correspondem à Comissão de Comércio do Mercosul (CCM).
É também um dos três órgãos decisórios do Mercosul (os outros dois sendo o Conselho do Mercado Comum e a Comissão de Comércio do Mercosul). Suas normas se denominam Resoluções e são de aplicação obrigatória nos países membros. Como todas as normas que se adotam no Mercosul devem se realizadas por consenso de todos os países membros (artigo 37 do Protocolo de Ouro Preto).
Quando o Grupo Mercado Comum considera que um tema é de especial importância, pode elevar uma recomendação ao Conselho do Mercado Comum (CMC), propondo a sanção de uma Disposição por parte deste último.
O GMC criou para organizar suas atividades Subgrupos de Trabalho (SGT) para encarar as grandes áreas de trabalho, e Reuniões Especializadas (RE), quando o tema merece uma tensão especial. Os Subgrupos de Trabalho e as Reuniões Especializadas realizam recomendações ao GMC, com o fim de que este sancione uma Resolução, ou se o tema é muito importante eleve a sua vez a recomendação ao Conselho, para que se adote uma Decisão.
O Grupo é encarregado também de aprovar o orçamento, eleger o Secretário da Secretaria Permanente do Mercosul e supervisionar suas tarefas.